# 日産・シルエイティ

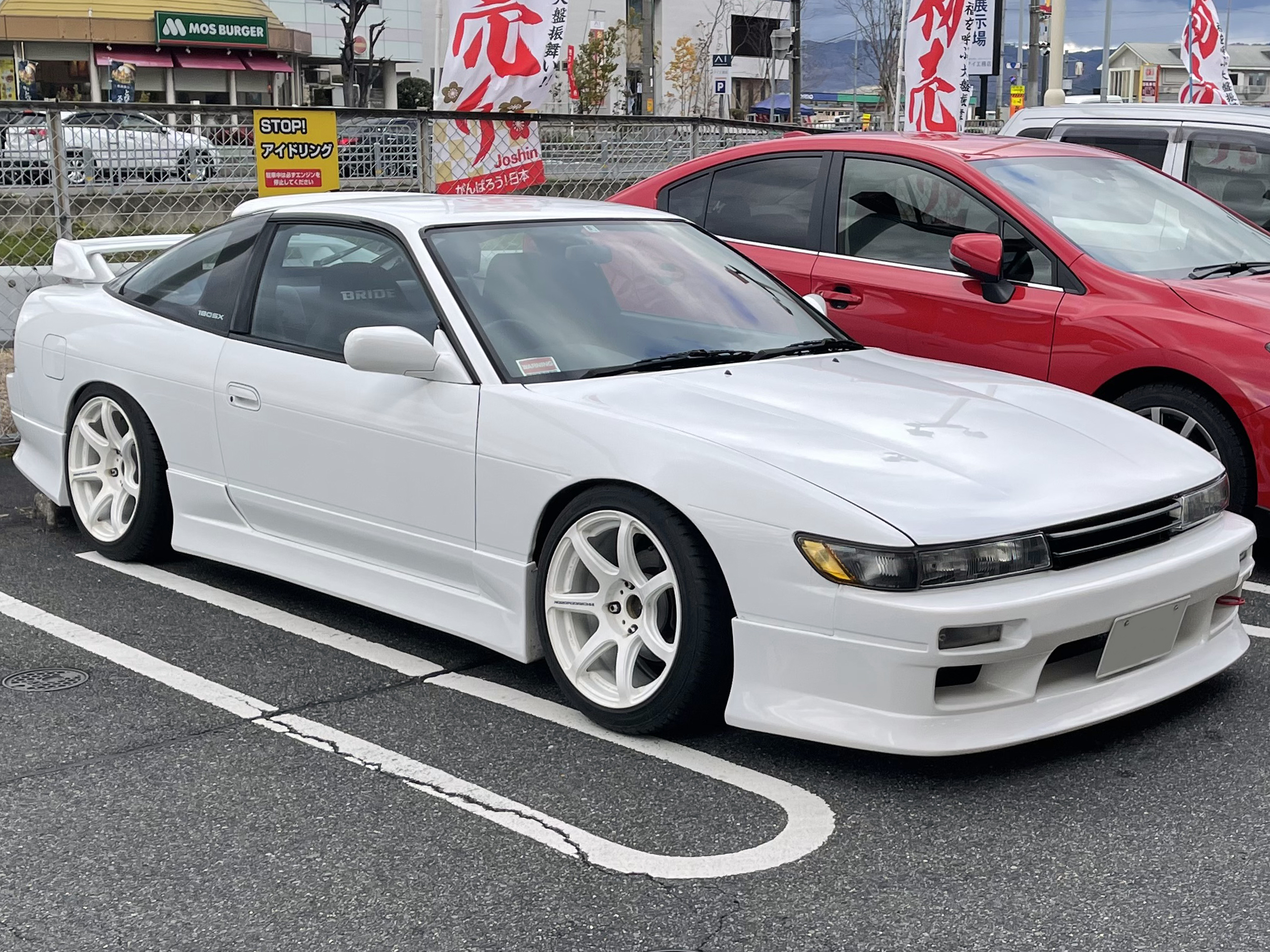
シルエイティ（S13型）

シルエイティ(Sileighty)とは、日産・180SXの車体に日産・シルビアの前部を接合した車両の通称である。いわゆる顔面スワップと呼ばれる改造の代表例として知られる。
なお、シルエイティなる名称はもとは正式な車種名でなく通称であり、正式な名称はあくまで180SXだが、日産自動車によって商標登録され（登録番号第5118200号）、正式な車種名としての「シルエイティ」も存在する（詳細は後述）。

## 概要
S13型シルビアと180SXは別車種だが車両型式は同じ「S13」であり、基本構造を共有する姉妹車の関係にある。それゆえパーツの互換性が高く、流用が比較的容易に行える。
この特徴をうまく利用したものがシルエイティと呼ばれる車両で、ある走り屋が180SXの前部を破損した際に、「リトラクタブル・ヘッドライトは修理するのに部品代が高くつくため、台数が多く部品代の安い姉妹車のシルビアの前部を使ったらどうだろうか」という発想をしたことが原点とも、フロントヘビーとなるリトラクタブルヘッドライトを取り払うことで、フロントを軽量化することを目的としたものとも言われている。
シルビアは1993年にフルモデルチェンジしてS14型となったが、全幅が3ナンバーサイズに拡大した事などから登場時の人気はいま一つであり、S13型を好んだユーザーがS14型への乗り換えを検討する際、5ナンバーサイズのままフルモデルチェンジされず販売が続けられた180SXも選択肢に上がる例が多かった。シルエイティは180SXをS13型シルビア類似のデザインに改造できるという事で、人気が高まった。
シルエイティの製作にあたっては、S13型シルビアのフロントのバンパーやフェンダー、ボンネット、ヘッドライトなど、Aピラーより前方の外装部品を180SXに移植する。この際、180SXよりもシルビアの方がフロントオーバーハングが短いため、完成したシルエイティの全長は180SXの時と比較して4cmほど短縮される。この状態で公道を走行すると道路運送車両法第六十七条（自動車検査証記録事項の変更及び構造等変更検査）に違反するため、構造等変更検査を受けて車検を取得し直すか、エアロパーツを装着して全長を伸ばし辻褄合わせをする必要がある。なお、ボディのモノコックはそのまま使用するため、いわゆるニコイチ車両ではない。
シルエイティとは逆に、S13型シルビアをベースに180SXのフロント部を接合した「ワンビア」と呼ばれる改造車も存在する。

## 歴史
シルエイティの元祖ともいえる車両は、三栄書房「Option」1989年8月号「TEST on ROAD」に掲載された、東京都内のあるショップで製作のコンプリート車両である。発売間もない180SX（AT車）にブーストアップ等のライトチューンを施し、シルビアのフロント周りを移植した車両であるが、このときはまだ「シルエイティ」という名前ではなく「シルビア180SX」という名前での登場だった。
その後、モーターマガジン社の隔週刊自動車専門誌「ホリデーオート」への掲載や、漫画『頭文字D』、ゲーム『グランツーリスモシリーズ』への登場、またタカラトミーの自動車玩具「トミカ」での製品化なども、認知・普及した要因として挙げられる。

## バリエーション

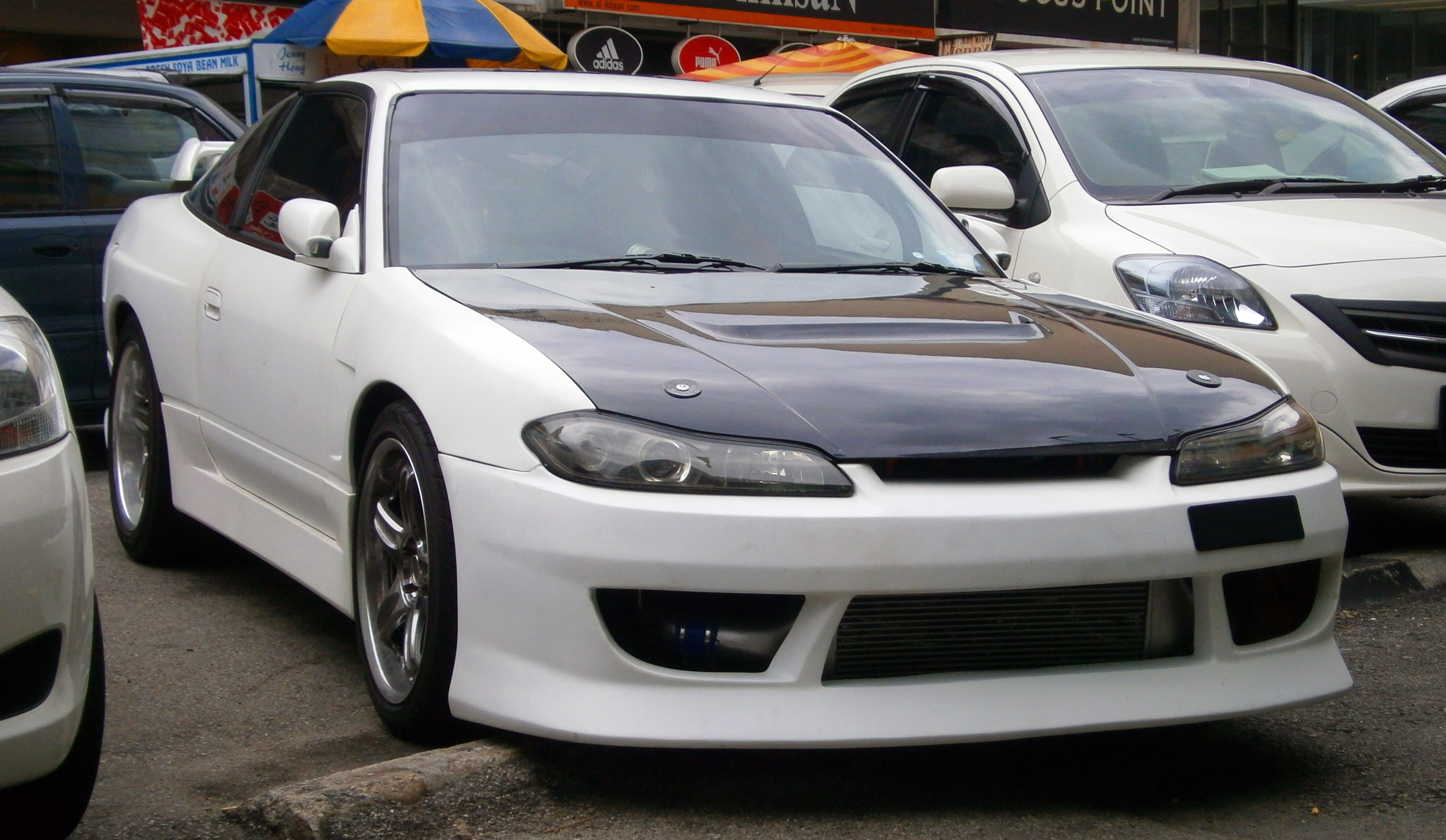
S15型シルビアのフロントを接合したシルエイティ

シルエイティは前述の通り、元々は180SXにS13型シルビアのフロント部を接合した構成の車両（RPS13改）であったが、型式が異なるS14/S15型シルビアのフロント周りを接合した車両も存在する。
これらの車種はS13型とは異なり互いに車体の構造が大きく異なるため、板金作業を伴う大幅な改造を要するが、S13型の人気から一定のニーズがあったため、アフターパーツメーカーからはこれらの車両への変換用部品も発売されている。

## 新車販売
1998年5月1日、愛知県北名古屋市のチューニングショップ「有限会社きっずはあと（シルエイティ事業部）」が、日産系のディーラーに製作委託したシルエイティの新車を500台限定で発売した。
改造車ではなく、日産純正の車両としての扱いとなるため、全国の日産ディーラーで整備を受けることもでき、NIライト、フィンタイプグリル、エアロフォルムバンパー、サイドステップ、専用ロゴ（サイド、リア）が標準装備。また、純正オプションとしてニスモ製LSDなどが用意されていた。カラーリングはイエロー、スパークシルバーメタリック、ミッドナイトパープルパール、スーパーブラック、ホワイトの計5色。
なお、本来シルエイティは単なる通称であり、正式名称はあくまで180SXであるが、この「きっずはあと」のシルエイティに関しては、唯一、商標登録の使用を日産自動車から認められており、いわば正式名称としての「シルエイティ」である。

## 車名の由来
前半分である「シルビア」と後ろ半分である「180SX（ワンエイティ）」のかばん語である。なお、「ワンビア」の名称はこの逆の理由から。